# Distrito de Óndores

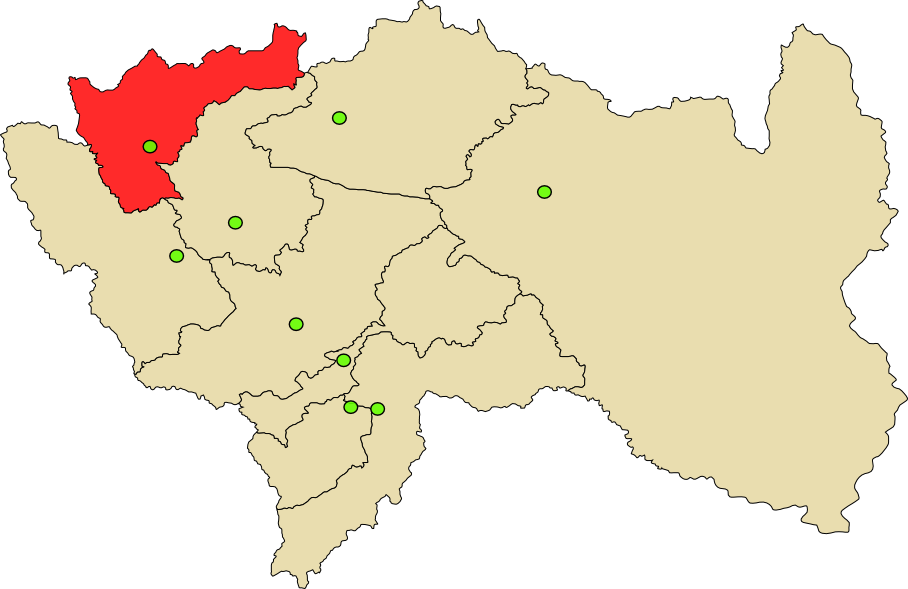
Provincia de Junín en el Departamento de Junín

El distrito de Óndores es uno de los cuatro que conforman la provincia de Junín, ubicada en el departamento de Junín, en los Andes centrales del Perú. 
Según la división eclesiástica de la Iglesia Católica del Perú, pertenece a la Diócesis de Tarma

## Historia
El distrito de Óndores fue creado mediante Ley n.º 10031 del 27 de noviembre de 1944, en el primer gobierno del Presidente Manuel Prado Ugarteche.

## Geografía
El distrito abarca una superficie de 254,46 km² y se levanta a una altitud media de 4 105 msn m. 

## División administrativa

### Centros poblados
- Urbanos
  - Óndores, con 872 hab.
- Rurales
  - Rimaycancha, con 204 hab.
  - San Pedro de Pari, con 291 hab.

## Autoridades

### Municipales
- 2019 - 2021[2]
  - Alcalde: Fernando Andre YACHACHIN ZEVALLOS, Movimiento CAMINEMOS POR JUNIN .

- 2011 - 2014[3][4]
  - Alcalde: Humberto Carlos Palomino Quijada, de la Alianza Regional Junin Sostenible (ARJS).
  - Regidores: Pablo Ango Chaccha (ARJS), Richard Maldonado Orihuela (ARJS), Esteban Laureano Astuhuamán (ARJS), Liz Sandy Zevallos Meza (ARJS), Favio Tacuri Toribio (Partido Aprista Peruano).

El distrito de Ondores en 1991 eligió al alcalde más joven del Perú, Luis Alberto Solórzano Talaverano (Partido Aprista Peruano) con apenas 22 años fue elegido como autoridad edil, gobernando en el periodo 1991-1993, en cuya gestión se reconstruyó la democracia representativa de dicho distrito luego de cuatro años de interrupción (1987-1991) por la violencia subversiva, el exalcalde Luis Alberto Solórzano Talaverano hasta ahora mantiene ese récord de ser el alcalde más joven del Perú según reporte de la Asociación de Municipalidades del Perú.

### Policiales
- Comisario: PNP.

### Religiosas
- Diócesis de Tarma[5]
  - Obispo: Mons. Richard Daniel Alarcón Urrutia (2001-2014).
  - Administrador Diocesano de Tarma: Pbro. Felipe Ochante Lozano, OFM
- Parroquia de 
  - Párroco: Preb.  .

## Festividades
- 24 de junio fiesta en honor a San Juan Bautista.